# Platylabus divinus
Platylabus divinus là một loài tò vò trong họ Ichneumonidae.